# Château de Menthon-Saint-Bernard
Le château de Menthon puis de Menthon-Saint-Bernard est une ancienne maison forte du Xe siècle remaniée à plusieurs reprises et restaurée au XIXe siècle dans un style néogothique, qui se dresse sur la commune de Menthon-Saint-Bernard dans le département de la Haute-Savoie en région Auvergne-Rhône-Alpes.
Le château se visite de mai à septembre ; la visite est agrémentée en été par une troupe de comédiens qui fait revivre le passé du château. Chaque année il accueille près de 40 000 visiteurs. Il est possible d'y louer des salles pour des réceptions, séminaires et mariages jusqu'à 120 personnes. Le château de Menthon aurait inspiré Walt Disney pour son dessin du château de La Belle au Bois Dormant. Le château de Neuschwanstein est également souvent cité comme source d'inspiration.
Le château fait l’objet d’une inscription au titre des monuments historiques par arrêté du 21 février 1989.

## Localisation
Le château de Menthon est situé dans le département français de la Haute-Savoie sur la commune de Menthon-Saint-Bernard. Ses tours de pierre dominent, depuis un rocher de 200 mètres de haut, le lac d'Annecy et la réserve protégée du Roc de Chère, entre les dents de Lanfon et le mont Veyrier. Dressé en éperon sur un cône rocheux à 600 mètres d'altitude, la maison forte, à l'origine, surveillait la route allant de Bluffy à Menthon.

## Historique

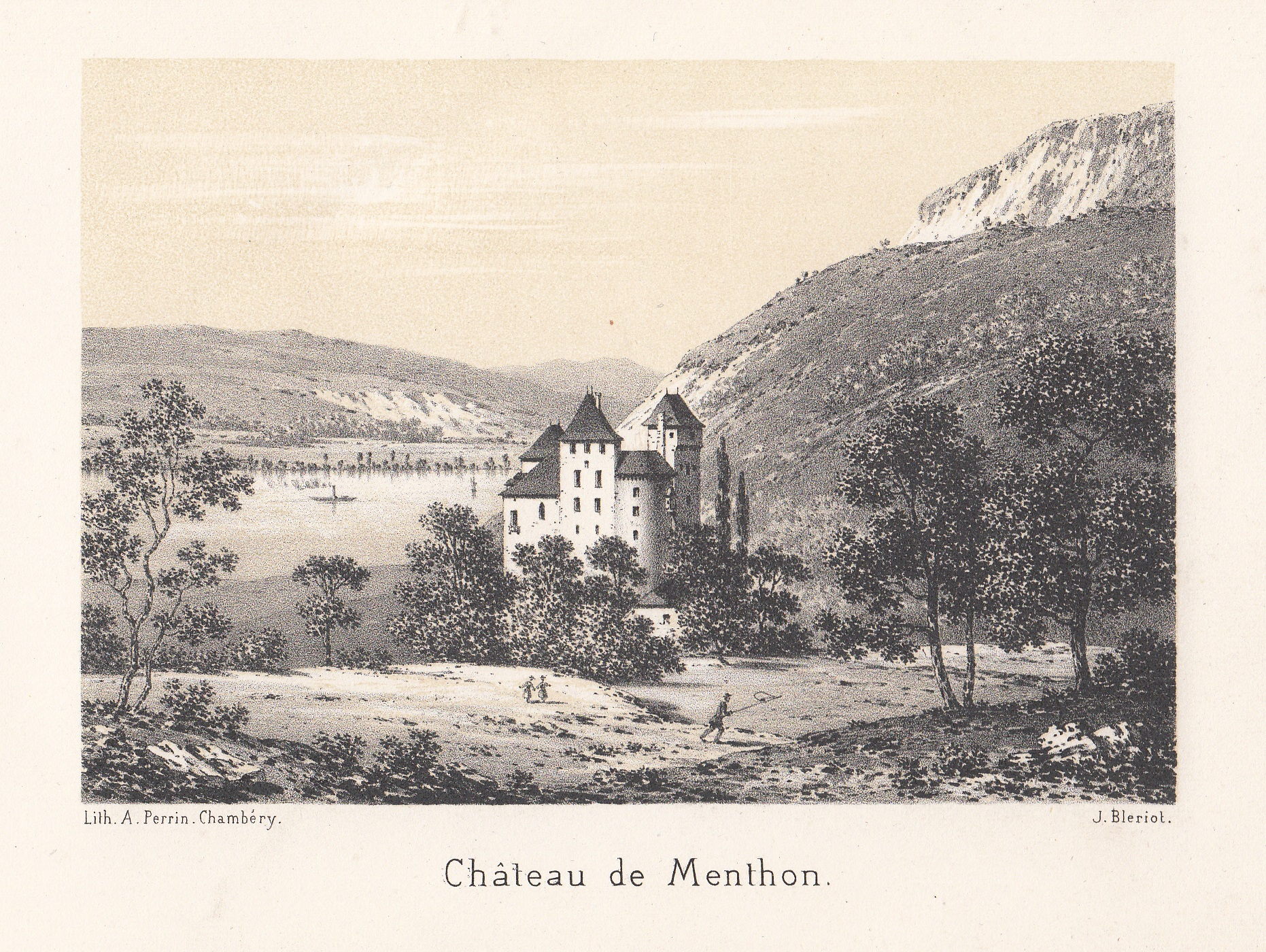
Lithographie du château de Menthon par A. Perrin, vers 1860.

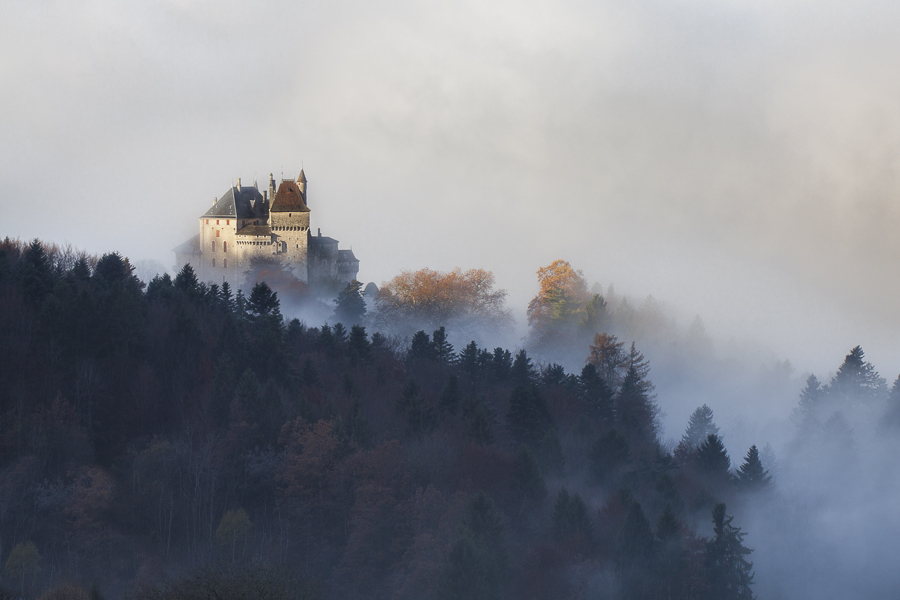
Le Château de Menthon-Saint-Bernard émergeant du brouillard.

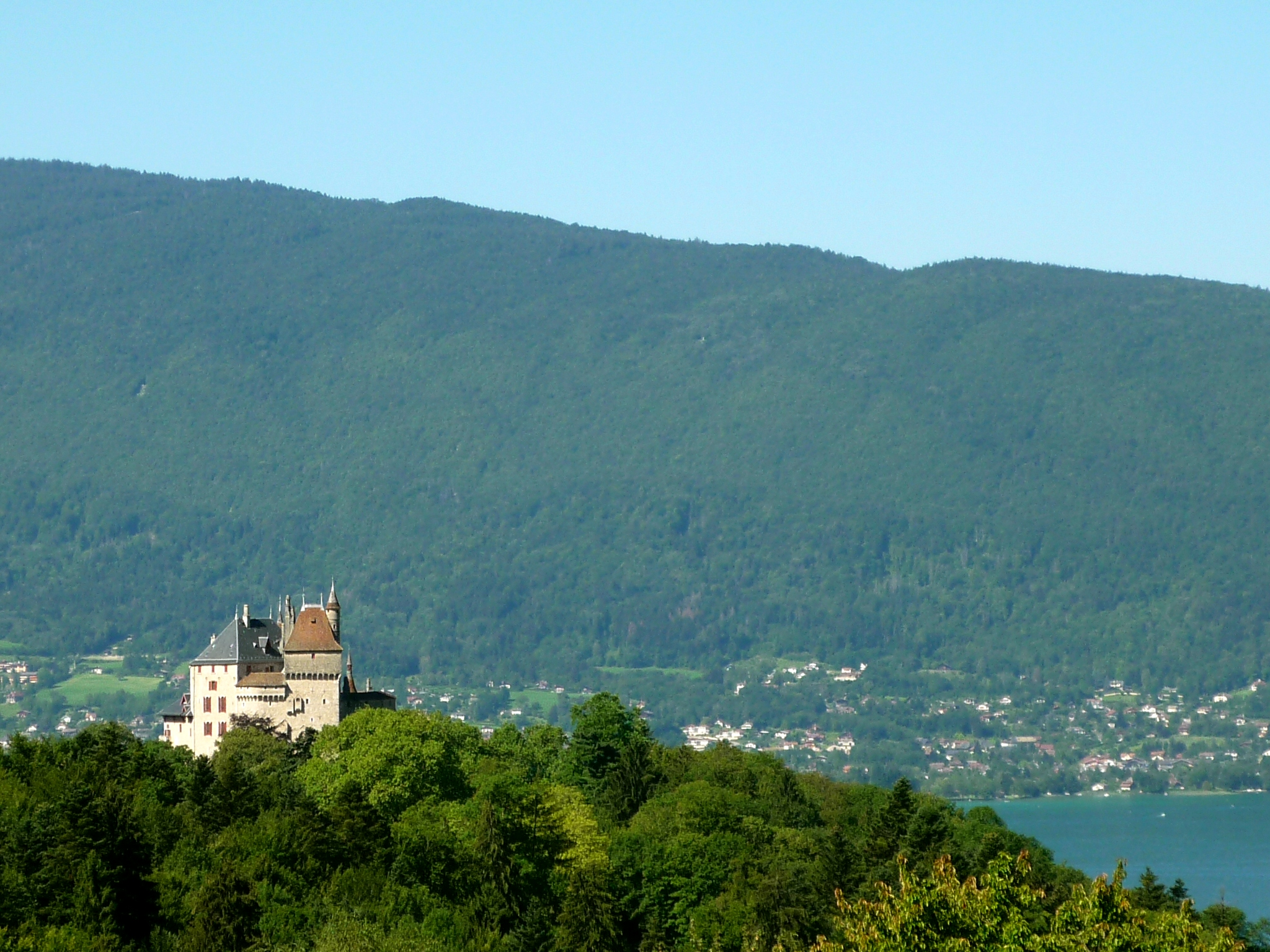
Vue du château depuis le col de Bluffy avec le lac d'Annecy en contrebas.

La première forteresse a été érigée au Xe siècle, vers l'an 923 ; c'était à l'origine un simple poste de garde en bois, installé sur ce promontoire qui domine l'ancienne voie romaine et le lac d'Annecy. Les bâtiments actuels ont été construits du XIIIe au XIXe siècle.
Au XIe siècle, en l'an 1008, serait né dans cette première forteresse médiévale, Bernard de Menthon, qui fonda les hospices des Grand et Petit-Saint-Bernard.
Les seigneurs de Menthon nous sont connus depuis la fin du XIIe siècle (vers 1190), et habitent toujours le château, plus de 800 ans plus tard. L'origine de la famille de Menthon est incertaine mais elle serait issue de Bourgogne, et à partir du XIIIe siècle, elle va acquérir une certaine puissance féodale. Dès son installation, elle fait construire les trois grandes tours carrées. Le château est mentionné pour la première fois en 1249.
En 1261, Thomas de Menthon reçoit l'investiture de la foire annuelle, qui se tenait le premier dimanche après la Toussaint, de la part de l'évêque de Genève.
Au XVe siècle, Nicod de Menthon, fut ambassadeur en France du duc Amédée de Savoie, puis Gouverneur de Nice et amiral de la flotte qui sera envoyée par le concile de Bâle à Constantinople.
À la Renaissance la forteresse médiévale est transformée en somptueuse résidence, siège de la baronnie de Menthon. Des appartements prennent la place des chemins de ronde, et la famille acquiert un mobilier important.
Au XVIIIe siècle, un ensemble de pièces spacieuses et lumineuses sont ajoutées sur la façade donnant sur le lac ; la salle à manger et le grand salon de 100 m2 permettant d'admirer le lac de ses quatre fenêtres.
Le seul fait notable qui vient émailler l'histoire du château se déroule le 7 mai 1793 ; un groupe d'insurgés mené par Maurice Genand, descendant de la vallée de Thônes, vient y chercher des armes et des munitions, dont deux petits canons dit « campagnardes ».
Le château est acquis en 1809 par François Ruphy de Menthon de Lornay.
Au XIXe siècle, entre 1860 et 1890, le château est remanié ; consolidation, élévation des murs, ajout des tourelles, création de la galerie à colombages de la cour intérieure, par le comte René de Menthon qui était un fervent disciple de Viollet-le-Duc.
François de Menthon, l'oncle des actuels copropriétaires, juriste, résistant, représenta en tant que procureur la France lors du procès de Nuremberg. Il œuvra pour la création de l'Union Européenne et fut ministre de la Justice sous de Gaulle.
En 2008, pour le millénaire supposé de la mort de Bernard de Menthon, des manifestations commémoratives ont été organisées.

## Description

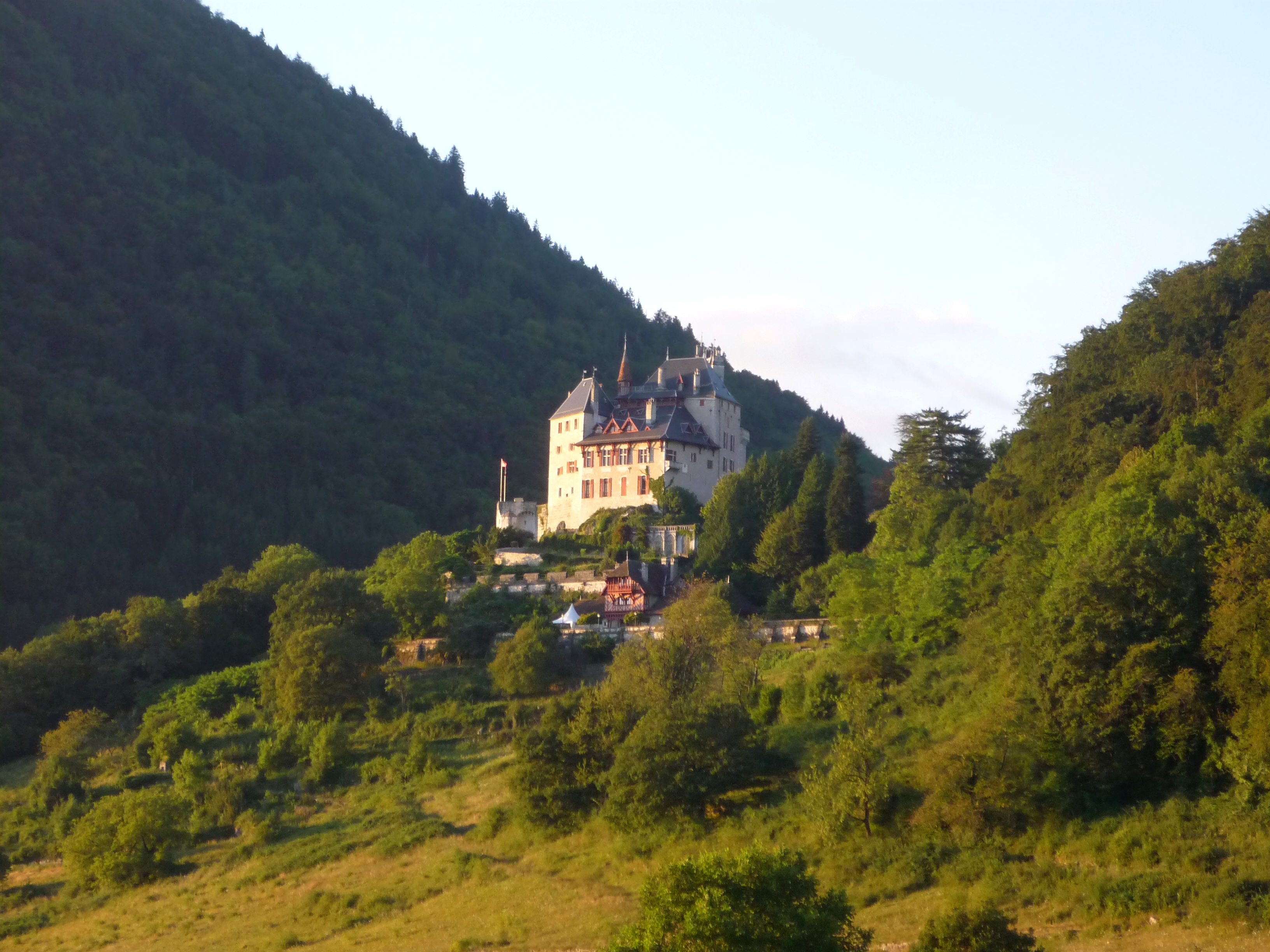
Vue du château de Menthon-Saint-Bernard dans le couchant.

Le château de Menthon-Saint-Bernard se présente sous la forme d'une enceinte haute qu'entourent des braies. Autour d'une minuscule cour intérieure sont disposés différents corps de logis appuyés sur le rempart. Face à l'attaque, sur le point culminant, au nord-est se dresse un donjon orienté dit « tour des armes ». C'est un bâtiment quadrangulaire irrégulier de 8 mètres de côté, que flanque une tourelle circulaire contenant un escalier qui le dépasse en guette. Une autre tour, dominant l'entrée, au sud-ouest, mesure quant à elle 9 × 12 mètres. L'ensemble a profondément été remanié aux XIVe et XVe siècles mais il subsiste des parties de maçonnerie du XIIIe siècle, et pour certaines peut-être du XIIe siècle.
L'enceinte fortifiée, percée de meurtrières est reliée au donjon par des courtines. On y accède par une porte surmontée d'un mâchicoulis. On pénètre dans le château après avoir franchi une porte du XVe siècle ferrée, percée d'un judas grillagé et pourvue d'un marteau.
Le château compte 105 pièces sur quatre niveaux et s'étend sur plusieurs centaines de mètres carrés. On peut y admirer de très belles pièces meublées, en particulier la chambre de la comtesse, les anciennes cuisines du XIIIe siècle, la grande salle, admirablement décorée de tableaux et de beaucoup de meubles anciens datant du XVIe au XIXe siècle, de quelques meubles de style Louis XIII et Louis XIV, d'une belle tapisserie des Gobelins de 1730 et d'autres d'Aubusson.
Il contient aussi une fabuleuse bibliothèque de plus de 12 000 ouvrages d'avant 1800 comprenant des incunables, premiers livres imprimés et des manuscrits anciens écrits sur parchemin, peau de mouton ou de chèvre, avec des enluminures peintes par les moines du Moyen Âge. Mais la plupart de ces livres datent des XVIe, XVIIe et XVIIIe siècles. La bibliothèque comprend aussi une des rares éditions complètes de l'encyclopédie de Diderot.
Une chapelle, de style roman, richement décorée complète cet ensemble.